# キヅール
キヅールは、日本のサッカークラブ・いわてグルージャ盛岡（2025年現在は日本フットボールリーグ（JFL）所属）のマスコットキャラクター。

## 概要
2016年5月にマスコットキャラクターのデザインを公募することが明らかにされる。チーム名の由来になっている「鶴」をモチーフにすることを条件に広く募集が行われ、当初はクラブ内での選考により同年11月の発表を目指していた が、発表が無期延期となった後、2017年3月にクラブが一次選考した4作品の中から、ファン・サポーターによる一般投票で決定することとなった。
2017年7月1日、投票結果が発表され、『キヅール』が選ばれた。鶴を擬人化したかわいらしい雰囲気の他の3種類のイラストとは一線を画した折り鶴をモチーフとしたデザイン、後述のような特徴的なキャラクター設定が一般投票開始時から全国的に話題を呼び、クラブの広報担当者も「他のチームのマスコットにはない独特の魅力があると思う」と述べている。
名前は、勝利を祈願する対象として折り鶴の「折」を「祈」に変え、「キヅール（祈鶴）」としている。一時の話題では無く、末永くグルージャ盛岡やサポーターに愛され、岩手中、日本中、世界中に羽ばたき、愛されるキャラクターになることを「祈」ったネーミングになっている。左右の翼の前面には「MORIOKA」（右）、「GRULLA」（左）とクラブの英字ロゴが表記されているが、2019年のクラブ名改称（グルージャ盛岡→いわてグルージャ盛岡）に合わせて変更されている。
誕生に併せて、CAMPFIREを通じて立体化に向けたクラウドファンディングもスタート。シルエット・質感ともに、モチーフである「折り鶴」の忠実な実現につなげていく。なお制作は、美術造形スタジオ「ゼペット」（東京）が担う。体高、横幅ともに2.4メートルの巨大なマスコットになる。なお、完成に先駆け、キヅールの4図面を初公開している。
同年10月15日のJ3リーグ第27節・FC琉球戦（いわぎんスタジアム）でホーム初お披露目を果たす。ピッチに登場し、軽快なパフォーマンスを披露。そのままフィールドでボールを受け取り、ドリブルで選手10人を抜き去り、最後は右足でゴールを決め、会場を沸かせた。なお、この試合を通じて、同週のDAZNが選ぶJ3リーグ週間ベストプレーに選出された。
2020年には『ゆるキャラグランプリ2020 THE FINAL』に初出場を果たしている。
2021年8月、デビュー時からの蓄積疲労による入院のため活動を一時休止。9月13日に退院が発表され、9月19日のJ3リーグ第19節・テゲバジャーロ宮崎戦（いわぎんスタジアム）より活動を再開した。

## プロフィール
- 誕生日は9月26日
- 折鶴ながら「折れない心」の持ち主
- サッカーはそこそこ上手い
- 落語が好き。好きな芸能人は鶴瓶。次が仁鶴。
- 得意なダンスは「鶴の恩返し」
- 選手達から勝利祈願の対象。神様のつもりで調子に乗る。
- 好きな曲は大滝詠一が1997年にリリースした大ヒット曲の「幸せな結末」[注 2]。